# Naoki Matsuyo
Naoki Matsuyo (松代 直樹, Matsuyo Naoki) est un footballeur japonais né le 9 avril 1974.

## Biographie
Ce gardien de but passe toute sa carrière professionnelle au Gamba Osaka. Il joue 131 matchs en 1re division avec ce club.

## Palmarès
Avec le Gamba Osaka
- Champion du Japon en 2005
- Vainqueur de la Ligue des champions de l'AFC en 2008
- Vainqueur de la Coupe du Japon en 2009
- Vainqueur de la Coupe de la Ligue japonaise en 2007